# Marin Grostête
Marin Grostête de La Buffière (aussi écrit Grosteste), puis, après la mort de son père, Marin Grostête, sieur des Mahis, né le 22 décembre 1649 à Orléans, où il est mort le 16 octobre 1694, est un pasteur protestant converti au catholicisme. 

## Biographie
Né dans une riche famille protestante, Grosteste a commencé à faire des études des belles lettres et de philosophie à l'Académie de Saumur. Il est ensuite allé étudier la théologie protestante à l’Académie de Genève avant d'aller étudier les écritures saintes à l'université d'Oxford. De retour en France, en 1673, il est nommé ministre du culte protestant à Authon-du-Perche, dans le Perche, puis à Bionne, en 1676, village qui se trouve à une lieue d'Orléans, sur la commune de Chécy. Par son prêche, il a engagé les protestants d'Orléans à reconstruire le temple de Bionne.
Des schismes entre protestants et la lecture du Livre des préjugez de Nicole l'ont amené à s'interroger sur sa foi. Il a alors eu plusieurs discussions avec M. Gilly, ministre de Baugé, et M. Courdil, ancien ministre de Château-du-Loir, en leur faisant part de ses doutes. Il a fait de nombreux voyages en Angleterre et en Hollande pour en discuter avec des savants.
Le 27 mai 1683, jour de l'Ascension, il a abjuré entre les mains de l'évêque d'Orléans. L’Avertissement pastoral de l'église gallicane assemblée à Paris par l'autorité du roi à ceux de la Religion prétendue réformée pour les porter à se convertir et à se réconcilier avec l'Église qui émanait de l'Assemblée générale du Clergé de France de 1682, est signifiée au consistoire protestant de Bionne en janvier 1683 par l'intendant Louis Bazin de Bezons et le grand vicaire de l'évêque d'Orléans Jean de Fourcroy. Claude Pajon, nouveau pasteur, répond point par point à l’Avertissement pastoral . Le temple de Bionne est ensuite fermé à la fin de 1683 puis rasé, le 25 octobre 1685. Son pasteur Claude Pajon doit s'exiler. Il est mort, le 27 septembre 1685.
L'ancien pasteur a alors travaillé à convertir des protestants, secondé par l'abbé Ferrier et par M. Ducasse.
Il est devenu diacre et a obtenu un canonicat dans la cathédrale d’Orléans le 24 mai 1687. Son épitaphe a été composée par Jean Mabillon. Il a légué ses biens aux hôpitaux d'Orléans.

## Famille
Son père, Jacques Grostête de La Buffière, qui avait été ancien de la paroisse protestante Charenton, lui avait d'abord interdit l'entrée de sa maison. Après la révocation de l'édit de Nantes, il a été relégué à Guéret, le 10 novembre 1685. Il a alors accepté de revoir son fils et a accepté de se convertir avec sa femme.
Une partie de la famille est restée protestante :
- Son frère aîné, le pasteur Claude Grostête de La Mothe (1647-1713)[7], docteur en droit civil et canonique de l'université d'Orléans en 1664, et reçu avocat au Parlement de Paris l'année suivante, réfugié à Londres lors de la révocation de l'édit de Nantes.
- Sa sœur, Anne Grostête, née à Paris en 1646, a été mariée avec Jean de Robethon, un gentilhomme d'Authon qui a été chancelier de l'électeur de Brunswick - donc également un huguenot réfugié, en Allemagne cette fois.
- D'autres frères, Pierre et Louis ont également émigré.

Parmi ses autres frères et sœurs, Jacques, avocat au parlement, Abraham (1658-1745), entré dans les ordres, et Marie, femme de l'avocat Chardon, sont restés en France. Jean Grostête de La Monnerie, qui avait émigré et servi comme capitaine dans le régiment de Bois-David au service du duc de Zell est revenu en France en 1698, a abjuré et a reçu une pension de 1 000 livres.

## Publications
- Deux lettres de Mr. des Mahis : la 1re sur le schisme des protestans ; la 2e sur la présence réelle du corps de Jésus-Christ dans l’Eucharistie. Avec l’Entretien d’un catholique et d’un calviniste sur le sujet des reliques, Orléans, Jean Boyer, 1685, 113 p. (lire en ligne).
- Hymnes et proses de l’Église nouvellement mises en vers français qui se peuvent chanter sur les chants des latines, Paris, Veuve de Daniel Horthemels, 1693 (lire en ligne).
- La Vérité de la religion catholique prouvée par l’Écriture Sainte, Paris, A. Leguerrier, 1696, 2 vol. ; in-8° (OCLC 904662411, lire en ligne).